# Normal (álbum de Martin Mull)
Normal es el tercer álbum de estudio del músico y actor estadounidense Martin Mull. Fue publicado en abril de 1974 a través del sello discográfico Capricorn Records.

## Recepción de la crítica
Un escritor no especificado de la revista Cash Box escribió: “Martin Mull se ha convertido en un símbolo único de la cultura pop, no sólo por su dominio musical, sino también por su maravilloso sentido del humor, que a menudo adopta una mirada satírica sobre nuestros pasatiempos culturales más preciados. Este LP no supone ningún cambio para Mull, ya que demuestra una vez más que el material más divertido en realidad se encuentra en depósitos naturales, esperando una exposición inteligente”. Un escritor no especificado de Record World declaró: “El divertido sentido del humor de Martin Mull garantiza entretenerte desde la portada hasta cada ritmo del set. Aparte de su atractivo ingenio seco, Mull es musicalmente suave y fácil de escuchar”. Un escritor no especificado de Billboard escribió: “Martin se establece firmemente con este álbum como verdadero líder del género del rock satírico que incluye a otros grandes locos como Jimmy Buffett y Loudon Wainwright. Normal es el álbum más divertido, versátil y musicalmente más fuerte de Mull hasta el momento”.

## Lista de canciones
Todas las canciones escritas y compuestas por Martin Mull. 
Lado uno
1. «Normal» – 3:23
2. «Wood Shop» – 2:03
3. «Dialing for Dollars» – 4:28
4. «Woodstock Samba» – 1:29
5. «Rome and Bored» – 3:05
6. «Flexible» – 2:32
7. «Jim 'n I» – 1:33

Lado dos
1. «Drunkard's Waltz» – 1:40
2. «The Blacks Are Giving Me the Blues» – 3:24
3. «Birthday» – 2:32
4. «Jesus Christ Football Star» – 3:20
5. «Ego Boogie» – 3:50
6. «You Play Rhythm» – 2:34

## Créditos y personal
Créditos adaptados desde las notas de álbum de Normal.
Músicos
- Martin Mull – guitarra en «Normal» y «Dialing for Dollars», guitarra eléctrica en «Dialing for Dollars», «Woodstock Samba» y «The Blacks Are Giving Me the Blues», Yamaha guitar en «Rome and Bored»
- Phil Bodner – clarinete en «Normal» y «Rome and Bored»
- Stuart Schulman – violín tradicional en «Normal»
- Amos Garrett – guitarra eléctrica en «Normal», «Dialing for Dollars» y «The Blacks Are Giving Me the Blues»
- Bill Keith – guitarra de acero con pedal en «Normal» y «Dialing for Dollars»
- Mike Moore – bajo eléctrico en «Normal», «Dialing for Dollars», «Woodstock Samba», «Jim 'n I» y «Birthday»
- Jimmy Madison – batería en «Normal», «Dialing for Dollars», «Woodstock Samba», «Jim 'n I» y «Birthday»
- Scott Boyer – guitarra en «Wood Shop» y «Jesus Christ Football Star»
- Tommy Talton – armónica en «Wood Shop», dobro en «Jesus Christ Football Star», slide guitar en «Ego Boogie»
- Bill Stewart – batería en «Wood Shop», «Jesus Christ Football Star» y «Ego Boogie», percusión en «Ego Boogie»
- Randall Bramlett – vibráfono en «Wood Shop» y «Ego Boogie»
- David Brown – bajo eléctrico en «Wood Shop», «Jesus Christ Football Star» y «Ego Boogie»
- Bill Elliott – órgano en «Dialing for Dollars», acordeón en «Rome and Bored», piano en «Rome and Bored», «Flexible», «Drunkard's Waltz» y «You Play Rhythm»
- Keith Spring – piano eléctrico en «Dialing for Dollars», Mellotron en «Woodstock Samba», saxofón tenor en «Flexible», «The Blacks Are Giving Me the Blues» y «You Play Rhythm», órgano en «Jesus Christ Football Star»
- Chandler Travis – bell tree en «Dialing for Dollars»
- Julius Watkins – corno francés en «Rome and Bored», «Jim 'n I» y «Birthday»
- Joe Wilder – trompeta en «Flexible» y «You Play Rhythm»
- Joe Newman – trompeta en «Flexible»
- Jimmy Knepper – trombón en «Flexible» y «You Play Rhythm»
- Quentin “Butter” Jackson – trombón en «Flexible»
- Hymie Schertzer – saxofón alto en «Flexible»
- Billy Mitchell – saxofón tenor en «Flexible»
- Sammy Margolis – clarinete en «Flexible» y «You Play Rhythm»
- Barry Galbraith – guitarra en «Flexible» y «You Play Rhythm»
- George Duvivier – bajo eléctrico en «Flexible» y «You Play Rhythm»
- Frankie Dunlop – batería en «Flexible» y «You Play Rhythm»
- David Lahm – piano en «Jim 'n I»
- Al Anderson – guitarra eléctrica en «Jim 'n I» y «Birthday»
- Joe Farrell – corno inglés, flauta alto en «Jim 'n I», saxofón tenor en «The Blacks Are Giving Me the Blues»
- Perry Robinson – clarinete en «Jim 'n I»
- T.J. Tindall – guitarra eléctrica en «The Blacks Are Giving Me the Blues»
- Duke Williams – órgano en «The Blacks Are Giving Me the Blues»
- Wilbur “Dud” Bascomb – bajo eléctrico en «The Blacks Are Giving Me the Blues»
- Bernard “Preety” Purdie – batería, percusión en «The Blacks Are Giving Me the Blues»
- Thad Jones – trompeta en «The Blacks Are Giving Me the Blues», fliscorno en «Birthday»
- Donn Adams – trombón en «The Blacks Are Giving Me the Blues»
- Pepper Adams – saxofón barítono en «The Blacks Are Giving Me the Blues»
- Chuck Leavell – piano en «Jesus Christ Football Star», clavinet en «Ego Boogie»
- Johnny Sandlin – percusión en «Jesus Christ Football Star» y «Ego Boogie»
- Earl Ford – trombón en «Ego Boogie»
- Harold “Bullet” Williams – saxofón barítono en «Ego Boogie»
- Todd Logan – trompeta en «Ego Boogie»

Personal técnico
- Keith Spring – productor
- Johnny Sandlin – productor
- Martin Mull – productor, ilustración
- Shelly Yakus – ingeniero de audio
- Ovie Sparks – ingeniero de audio
- Tony Humphreys – ingeniero asistente
- Bill Wolf – mezclas
- Wendi E. Lombardi – fotografía
- Kristin Mull – diseño de portada